# پیرینوی باحال
پیرینوی باحال (ایتالیایی: Pierino il fichissimo) یک فیلم کمدی سکسی سبک ایتالیایی به کارگردانی «آلساندرو متس» است که در سال ۱۹۸۰ منتشر شد.

## گزیدهٔ بازیگران
- توچو موزومچی
- آدریانا روسو
- آلدو رالی
- وینچنتسو کروچیتی
- انتسو آندرونیکو
- نینو ترتسو
- ساندرو گیانی
- سال بورجزه
- فولویو مینگوتسی
- گاستونه پسکوچی
- جیمی ایل فنومنو
- فرانکا اسکانیه‌تی
- کلاریتا گاتو
- آلساندرا کاناله